# Фаттенборг, Ханс Хенрик
Ханс Хенрик (Ганс Генрих) Фаттенборг (фин. Hans Henrik Fattenborg; 1769—1849) — финский лингвист; ординарный профессор и ректор Королевской академии Або (1821—1822).

## Биография
Родился 8 октября 1769 года; поступив в 1787 году в Абоский университет, Фаттенборг в 1795 г., был удостоен степени доктора философии и, на основании диссертации «Iesaiae caput VII latine versum et animadversionibus explicatum» (1796), был назначен доцентом восточных языков в том же университете; с 1804 года читал, в качестве адъюнкт-профессора, историю и нравственную философию, с 1808 года — богословие; в 1812 году был произведен в ординарные профессоры восточных языков. 
С 1821 по 1822 год Ханс Хенрик Фаттенборг исполнял должность ректора, 25 июня 1830 года получил от университета почетный диплом на степень доктора богословия. 
Кроме своих занятий по университету, Ханс Хенрик Фаттенборг в 1822 году состоял членом комиссии для пересмотра статута Абоского университета, в 1827 году был вызван в Санкт-Петербург для участия в работах комитета по рассмотрению нового проекта университетского устава и осенью того же года был назначен членом комиссии для принятия предварительных мер для перевода университета из Або в Гельсингфорс; за труды по названным комиссиям был в 1828 году награжден орденом Святой Анны 2-й степени. 
Помимо вышеприведенной диссертации, Г. Г. Фаттенборг также написал ряд других научных трудов, среди которых: «Caussae litterarum restaurationem post medii aevi barbariem promoventes», pars I, 1802; «Dissert. theol. veram notionem et indolem Regni Dei e sermonibus Christi enucleans», 1807; «Obadiae vaticinium Suethice versum notisque explicatum», part. I — IV, 1819; «Dissertatio acad. Threnos Ieremiae latine versos notisque explicatos sistens», p. I — Х, 1815—1823.
Ханс Хенрик Фаттенборг умер 10 мая 1849 года в городе Каарина, будучи уже в отставке.